# Hydre (constellation)
Hydra
Pour les articles homonymes, voir Hydre et Hya.
L'Hydre (parfois nommée « Hydre femelle » pour éviter la confusion avec l'Hydre mâle) est la plus vaste et la plus longue des 88 constellations, s'étendant sur plus de 1 300 degrés carrés. La tête de l'Hydre se trouve au sud du Cancer et son corps sinueux s'étend jusqu'à la Balance. Malgré sa taille, elle ne contient que deux étoiles réellement brillantes.
Aux latitudes septentrionales moyennes, elle met plus de six heures pour se lever.

## Nomenclature, histoire et mythologie

### en Mésopotamie
la constellation de l' Hydre est une création mésopotamienne. Le nom mul.MUŠ [= ṣeru], « le Serpent », apparaît identifié à Zeta Hydrae dans des listes de Nippur datant de la IIIe dynastie d’Ur, soit 2112-2004 av. J.-C. . Un ou deux siècles plus tard, nous apprenons que cette étoile se nomme aussi MUŠ.ḪUŠ = Mušḫuššu. 

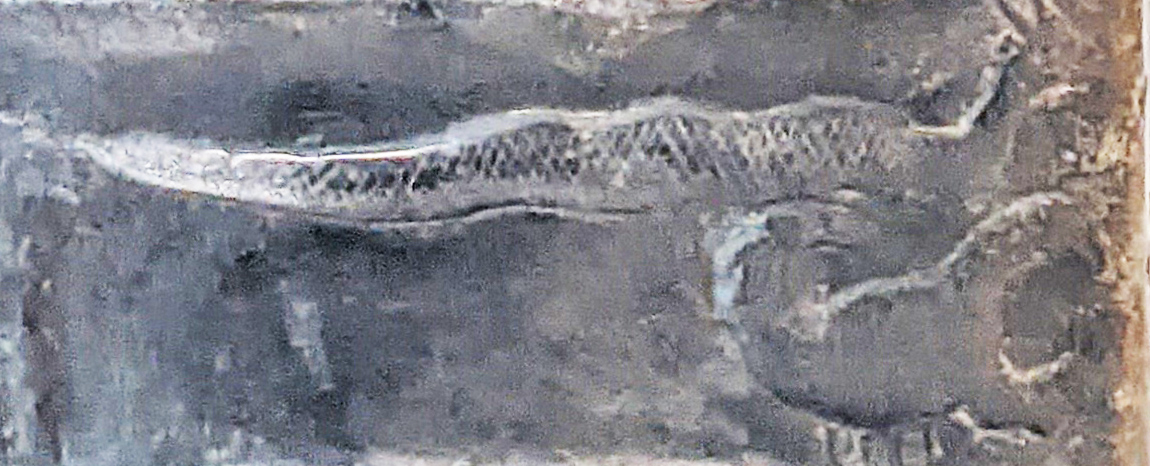
L’image de MUŠ = [= ṣeru], « le Serpent » sur le kudurru de Meli-Šipak II entre 1186 et 1172 av. è. c.

Nous apprenons par les Séries MUL.APIN, le premier traité d'astronomie mésopotamienne, découvert à Ninive dans la bibliothèque d'Assurbanipal et datant au plus tard de 627 av. è. c., il est écrit à propos de ζ Hya, disposée sur le chemin d’Anu, soit la zone équatoriale, que dans la mythologie mésopotamienne : mul.MUŠ d.nin-giš-zi-da EN er-ṣe-tu4, i.e. « Le Serpent » est « Ningišzida, Seigneur du Monde d’En-bas ». L’étymologie de Ningišzida pourrait être « le Seigneur du bon arbre, ce qui en ferait une divinité de la végétation et de la fertilité, dont la mort et la renaissance sont rattachées au cycle des saisons, et possède des attributions proches de celles de Dumuzi. L’image de MUŠ = ṣeru est invoquée pour sa protection sur un kudurru, ou stèle de donation foncière, de Meli Šipak II / Melišiḫu, entre 1186 et 1172 av. è. c.
Déjà à l’époque de MUL.APIN, le ciel est déjà contexturé en constellations et, dans un document du milieu du 1er millénaire av. è. c., 3 étoiles de la figure de MUŠ, « le Serpent » sont désignées, à savoir : GABA, MURUB4, et SAG, soit « la Poitrine », le « Milieu » et la « Tête » (ζ Hya).

### en Grèce et à Rome
Les Grecs héritèrent de la figure mésopotamienne en la nommant Ὓδρα, ce qui est attesté chez Eudoxe, et l’on trouve la forme Ὓδρη chez Aratos et Ὓδρος chez Ératosthène. Et ils l’acclimatèrent à leur propre imaginaire. Si en effet cette figure est liée en Mésopotamie à la figure de mul.UGA = Aribu, le Corbeau », ils ajoutèrent à ce couple la figure de Κρατήρ, « la Coupe ». Si l’on en croit Ératosthène, en effet, l’hydre, faussement accusé par le corbeau d’avoir bu l’eau de la source où les dieux l’avaient envoyé puiser pour faire faire une sacrifice, fut puni par Apollon et pour laisser un souvenir de ce sacrilège, celui-ci plaça parmi les constellations l’Hydre, la Coupe et le Corbeau qui ne peut y boire ni s’en approcher (voir la constellation du Corbeau). Chez d'autres auteurs, elle représenterait l'Hydre de Lerne, tuée par Héraclès dans le cadre de ses Douze travaux.

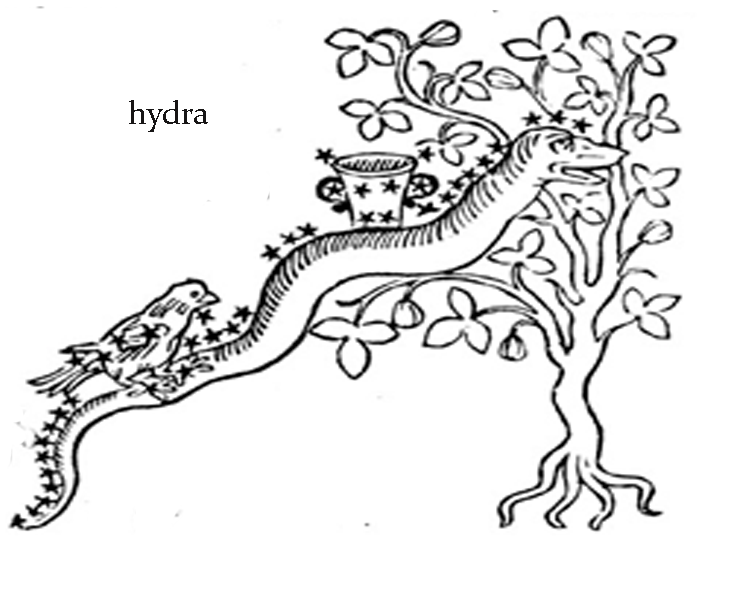
La figure de Hydra dans l’édition du Poeticon astronomicon d’Hyginus de 1482 (image inversée).

Quant aux Latins, ils firent de Ὓδρα, Hydra à partir des Aratea, c'est-à-dire  les versions latines des  Φαινόμενα d’Aratos, à commencer par celle de Ciceron. Mais Germanicus a préféré Hydros et Hydrus, et l'on rencontre les synonymes Anguis chez Vitruve et, plus rarement, Serpens, notamment Pline et Avienus.

### Chez les Arabes
Nous avons, de façon habituelle deux représentations du ciel parallèles et non exclusives, le ciel arabe traditionnel formaté à partir des manāzil al-qamar ou « stations lunaires », et le ciel formaté par les Grecs et adopté par les astronomes arabes au IXe siècle, ou ciel gréco-arabe. 
En héritant du ciel formaté par les astronomes grecs du IXe siècle, les Arabes traduisirent l’Ὓδρος ptolémaïque par d’al-Šuğāᶜ, un des noms du « Serpent », mais qui signifie, au sens commun, « brave, courageux », mais aussi « violent ». De cette figure gréco-arabe, viennent plusieurs noms figurant aujourd’hui dans les catalogues internationaux : Dhanab al Shuja (γ Hya), Lisan al Shudja (δ Hya), Minchir [Hydrae] (σ Hya) et Ukdah (ι Hya).

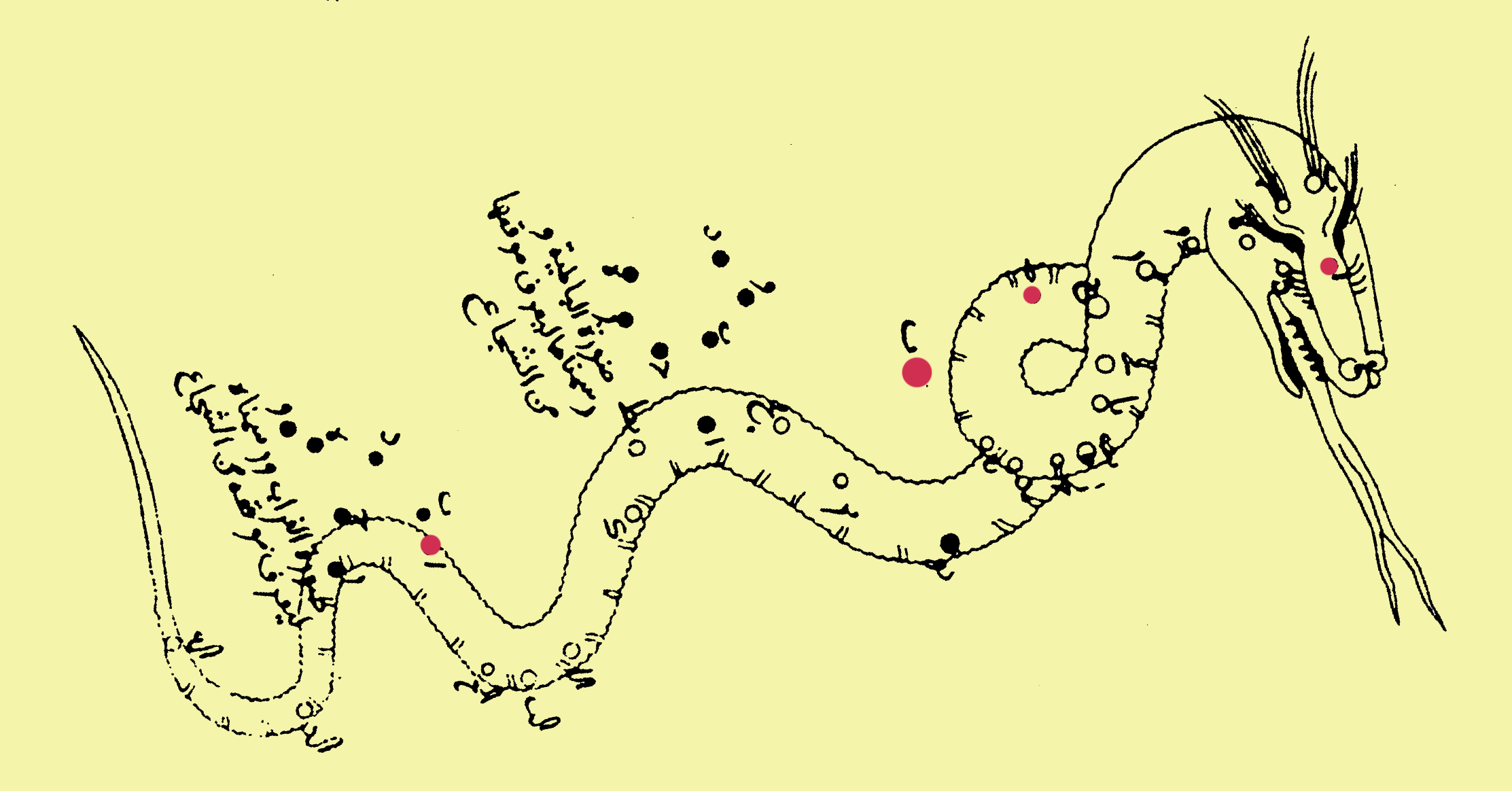
La figure de العقاب al-Šuğāᶜ dans le ciel gréco-arabe (d’après un traité de ᶜAbd al-Raḥmān al-Ṣūfī, 1606, St-Péterbourg.

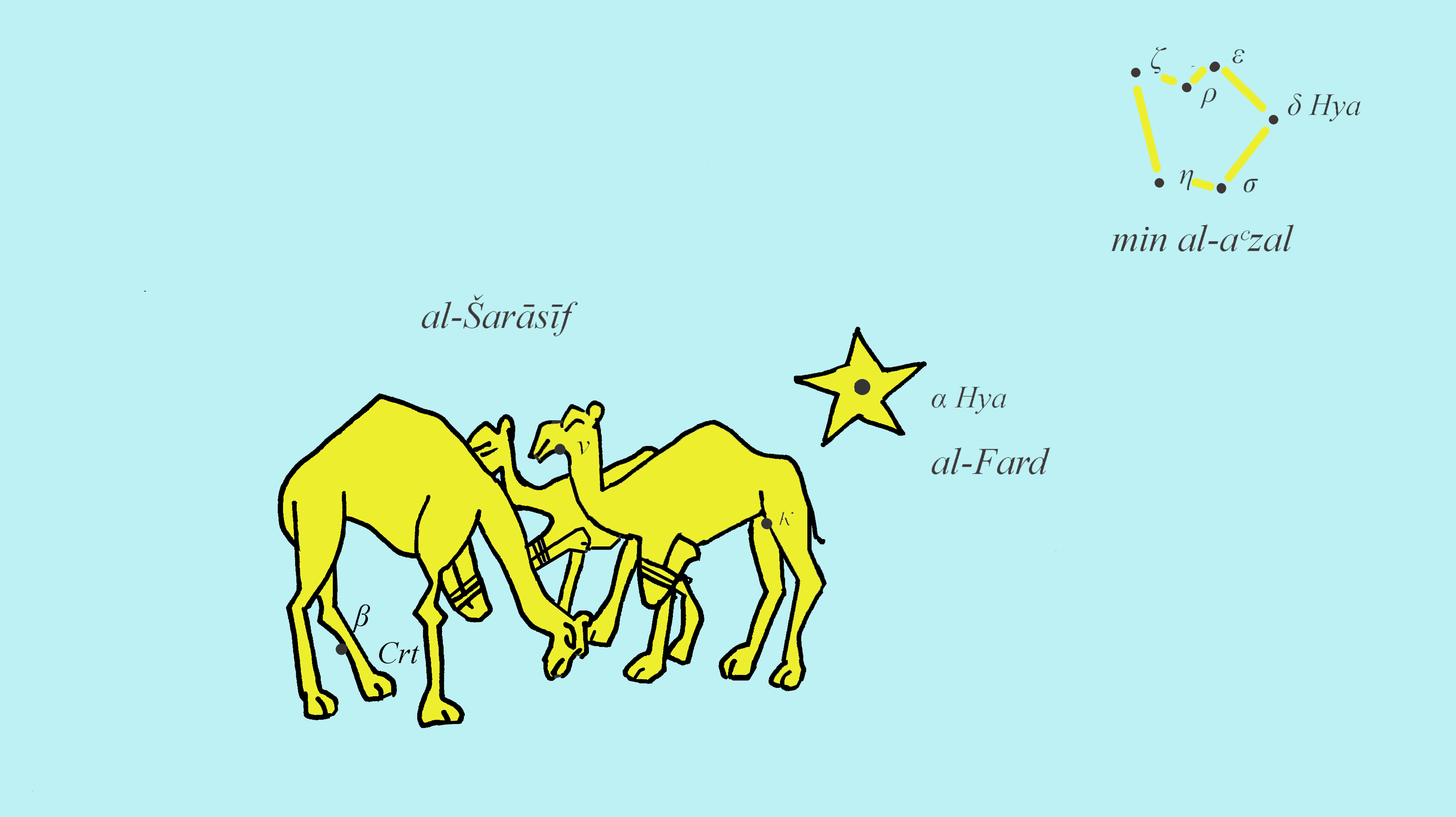
Les figures الفرد al-Fard, الشراسيف al-Šarāsif et من العزل min al-aczal dans le ciel arabe traditionnel.

Mais les Arabes voyaient aussi, dans leur ciel traditionnel, à côté d’al-Fard, « l’Isolée », un groupe nommé الشراسيف al-Šarāsif, « les Chameaux entravés », et un ensemble situé au nord-est de ces figures, décrit comme  العزل من min al-aᶜzal, c’est-dire « à l’écart ». Toutes ces figures ont donné des noms qui se retrouvent aujourd’hui dans le catalogues internationaux : Alphard [Hydrae]  (α Hya), Al Sharasif [Hydrae] (κ Hya), Min Azal I à V (δεζρσ Hya, et Sharasiph (ν Hya).

### En Europe
Au haut Moyen Âge, les clercs latins connaissaient le nom d’Hydra par les encyclopédies et les quelques manuscrits des Aratea disponibles, et ils employèrent dès l’an mil le nom qu’ils trouvèrent dans les textes arabes. Dans sa version arabe de la Μαθηματική σύνταξις de Claude Ptolémée effectuée au IXe siècle, Isḥāq b. Ḥunayn écrivait : kawkab Idrus wa-huwa nūᶜ min al-ḥayāt wa-qad yusamī al-Šuğāᶜ, ce que Gérard de Crémone rend ca. 1175 par : Stellatio Ydre, et est spes serpentis, et nominatur Asiua, en ajoutant cette traduction étrange: i.e. Securus. Fort opportunément, le securus de Gérard de Crémone sera corrigé grâce aux philologues de la Renaissance en fortis et furiosus, repris dans l’Uranometria de Johann Bayer (1603), qui donne encore : in asterismis Almagesti,n Asuia. Ce n’est qu’avec la nomenclature approuvée en 1930 par l’Union astronomique internationale (AUAI) que ces appellations venus de l’arabe disparaîtront définitivement.

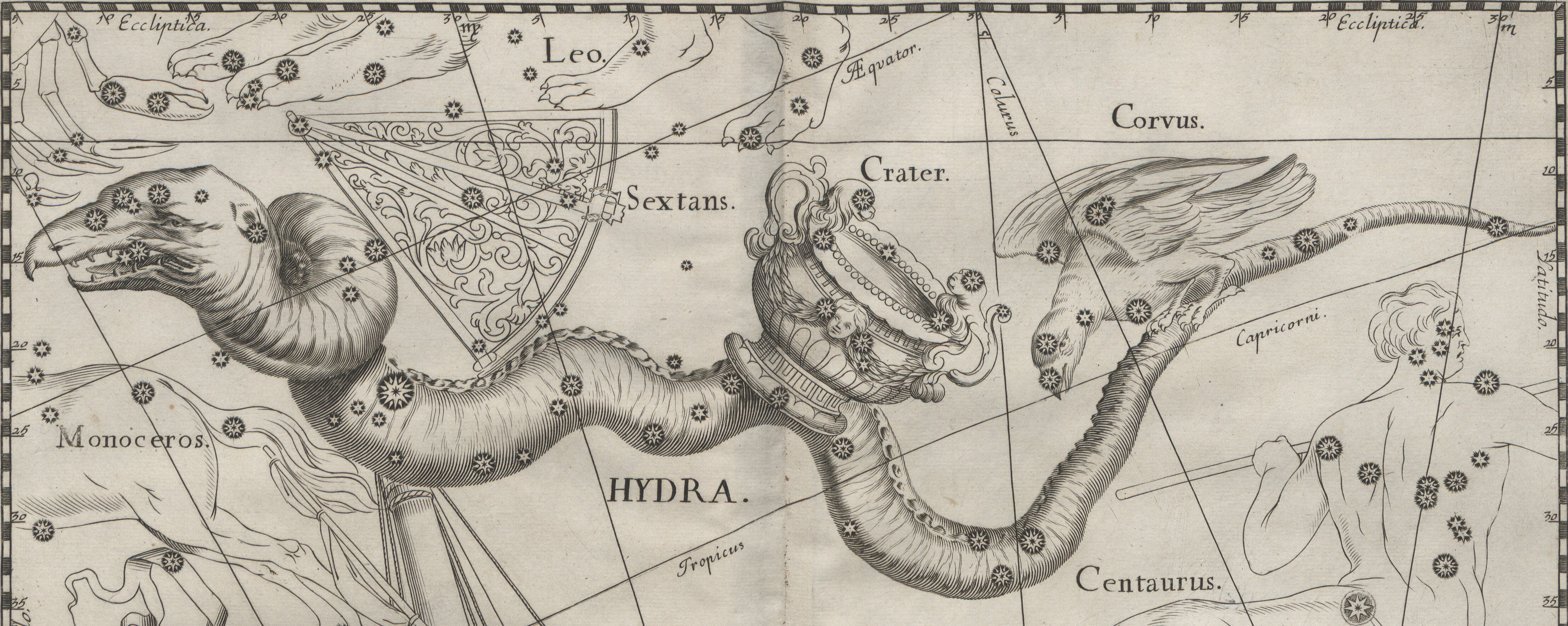
les figures de Hydra et de ses voisnes dans le Celestial Atlas de Johannes Hevelius, 1690.

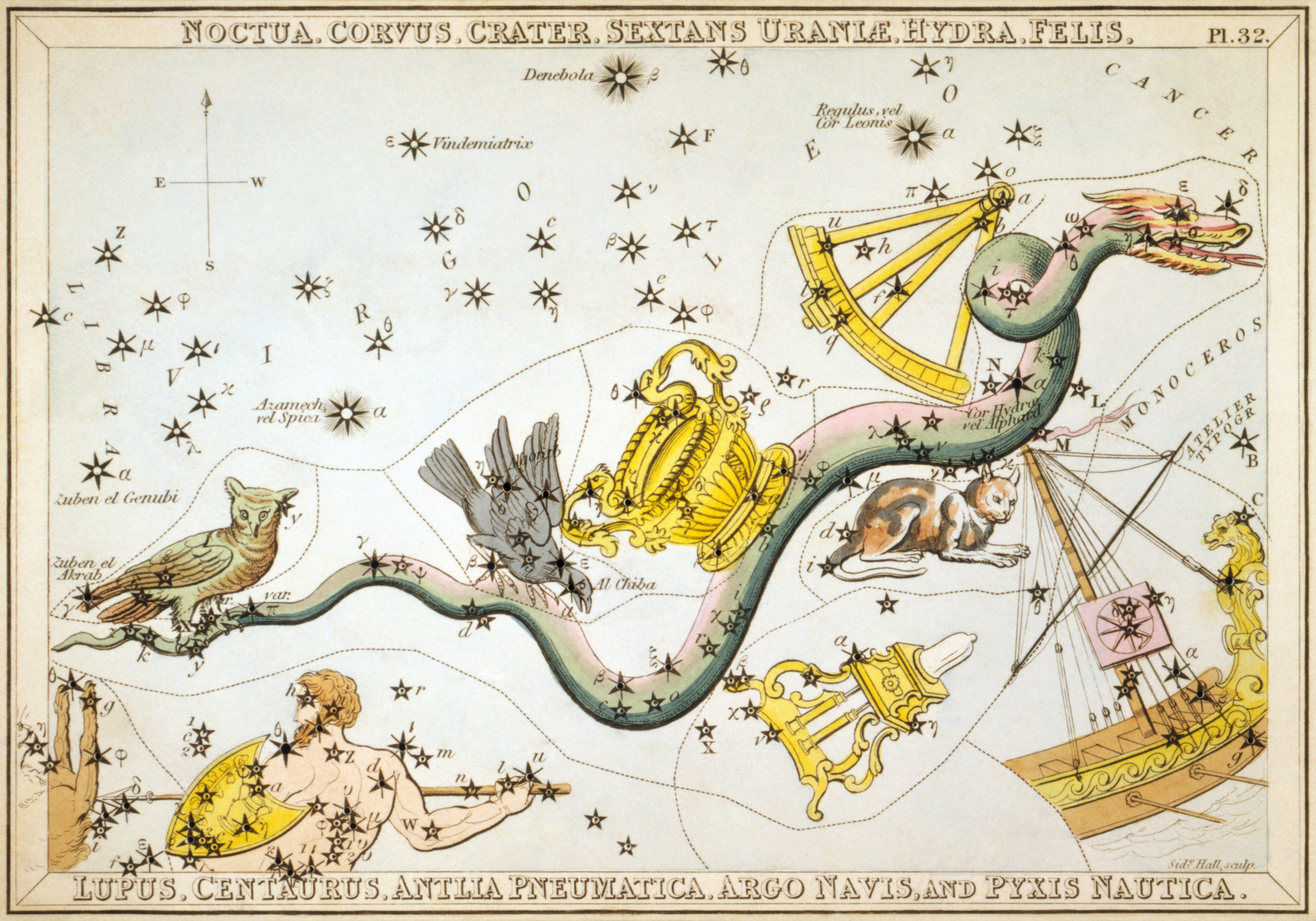
Les figures de Hydra et ses voisines dans l’Urania's Mirror, 1824.

## Observation des étoiles

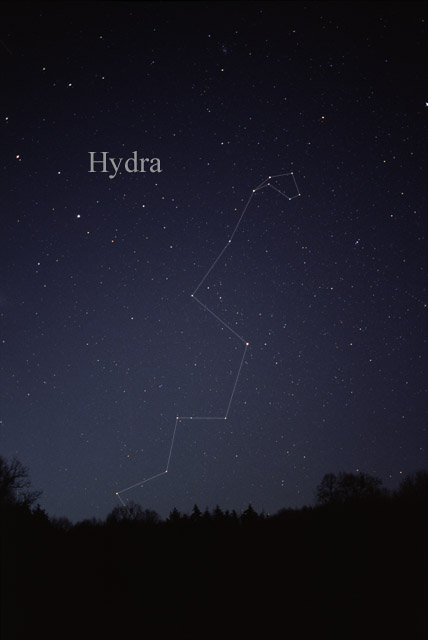
Constellation de l'Hydre.

La constellation ne peut être repérée que par morceaux. C'est une constellation d'étoiles peu brillantes et assez éparses, dont les formes sont rarement suggestives.

### Tête de l'Hydre
La tête de l'Hydre est située à mi-distance entre Procyon du Petit Chien et Régulus du Lion. On repère assez facilement (mag 3) ses deux yeux, ε Hya et ζ Hya, assez proches et de luminosité sensiblement équivalente. Quand les conditions de visibilité sont bonnes, on voit se dessiner les deux narines parallèles aux yeux, et une cinquième petite étoile qui ferme la tête.
Dans l'alignement des deux yeux, du côté de Procyon, on trouve à 10° une étoile moyenne (mag 3) qui est la plus brillante de la constellation du Cancer. Le corps de l'hydre se prolonge de l'autre côté de cet alignement, vers l'est.
À angle droit de cette première direction, dans l'alignement de la tête qui part des yeux vers les narines, on trouve également à 10° une étoile moyenne (mag 4) qui est ζ Mon, quatrième de la Licorne, suivie à 10° dans la même direction (un peu à gauche) par α Mon, et cet alignement se poursuit jusqu'à Sirius (α CMa), du Grand Chien, 15° plus loin.

### Cœur de l'Hydre
Le cœur de l'Hydre est Alphard, étoile relativement brillante (mag 2) et isolée située au sud de Régulus, sur le chemin de Canopus. Alphard sert de point de repère central pour cette région du ciel. Elle est à mi-distance sur l'alignement entre Régulus et le début de la boussole, γ Pyxidis.

### Tronc supérieur de l'Hydre
Le début du corps de l'Hydre suit en deux morceaux la direction générale de l'axe Procyon - Alphard. Partant de la Tête, on rencontre deux petites étoiles moyennement brillantes (mag 4), à intervalle régulier, puis le corps fait un angle droit vers la gauche en direction d'Alphard. Si au lieu de bifurquer on continue tout droit sur la longueur d'un troisième intervalle, on tombe sur une zone peu étoilée qui est la constellation du Sextant, située entre Alphard et la constellation du Lion.
La suite du corps de l'Hydre continue suivant l'axe Procyon - Alphard, en direction du Corbeau. On rencontre sur cet axe deux étoiles moyennes, λ Hya et ν Hya. À ce niveau, le corps de l'hydre « disparaît » pour céder la place à la constellation de la Coupe. La zone de la constellation se poursuit plus au sud, mais sans guère d'étoile brillante pour guider le regard.

### Queue de l'Hydre
La queue de l'hydre sort de la figure. Elle peut être admirée autour de la constellation du Corbeau, petite constellation facilement repérable au sud de la Vierge. γ Hya, relativement brillante et π Hya terminent la constellation, sous la Vierge et la Balance.

## Étoiles principales

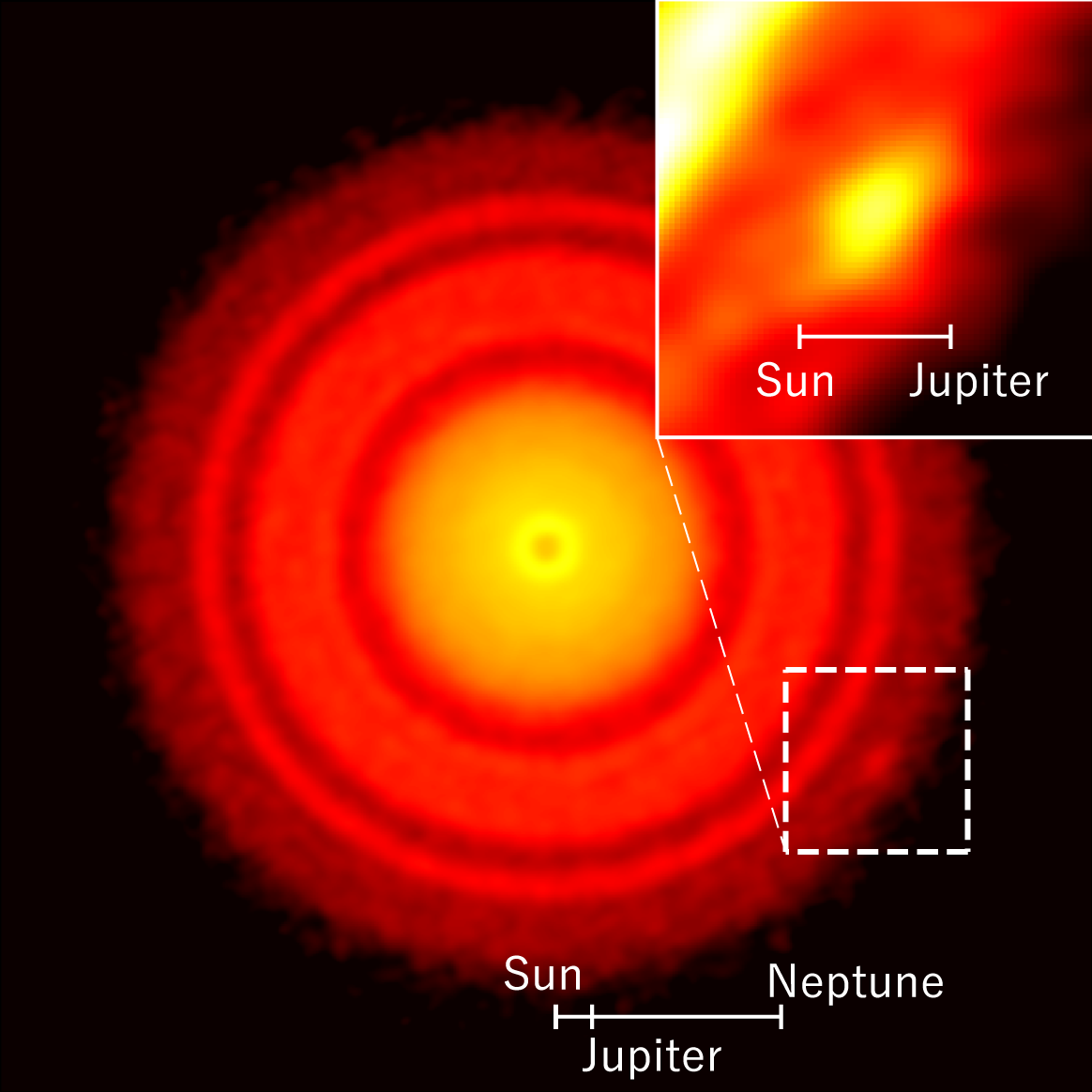
Disque protoplanaitére autour de l'étoile TW Hydrae

### Alphard (αHydrae)
L'étoile la plus brillante de l'Hydre s'appelle Alphard (α Hydrae) et se trouve au cou du monstre. C'est une étoile géante orange distante de 180 années-lumière, 400 fois plus brillante que le Soleil, large d'une moitié d'ua.

### Autres étoiles
ε Hydrae est une étoile multiple possédant au moins cinq membres : au centre se trouve un couple formé d'une géante jaune et d'une sous-géante blanche distantes de 10,5 ua et orbitant en 15,05 années. À 190 ua du couple, une étoile jaune effectue une révolution en 900 ans. Il s'agit également d'un couple d'étoiles, extrêmement proches l'une de l'autre (environ 0,09 ua et elles tournent l'une autour de l'autre en 9 jours). Enfin, 800 ua plus loin, une petite étoile rouge ferme la marche.
σ Hydrae, la 18e étoile de la constellation, porte curieusement un nom propre : Al Minliar al Shuja.
R Hydrae est une étoile variable de type Mira (ο Ceti) et évolue entre les magnitudes 4,97 et 10,9 sur une période de 388,87 jours.
Deux étoiles de l'Hydre au moins possèdent deux planètes : HD 74156, avec deux planètes 1,86 et 6,17 fois plus massives que Jupiter, orbitant à 0,294 et 3,40 ua en 51,643 et 2 025,0 jours, et HD 82943, avec deux planètes également, 0,88 et 1,63 fois plus massives que Jupiter, orbitant à 0,73 et 1,16 ua en 221,6 et 444,6 jours.

## Objets célestes

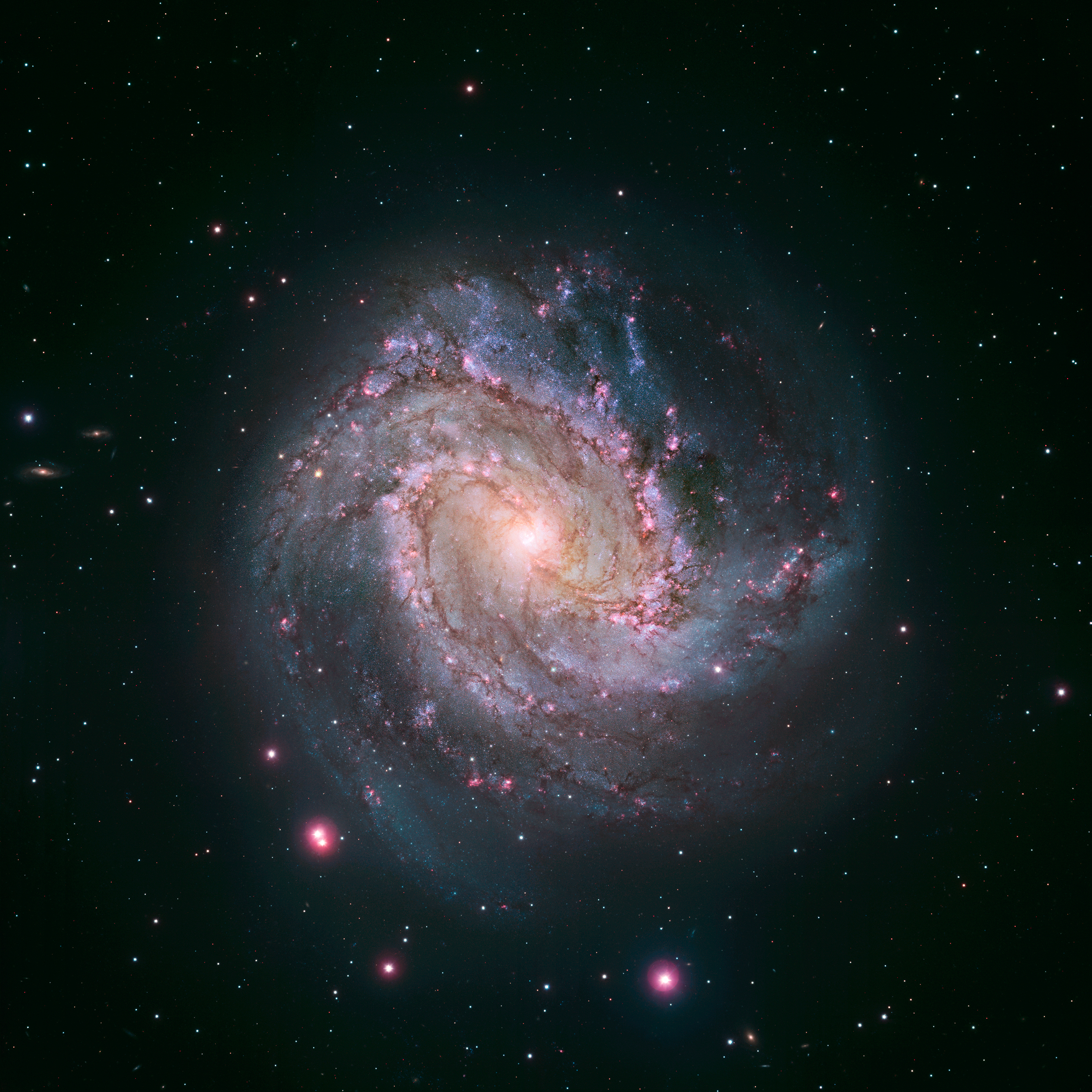
M83 est l'une des galaxies les plus brillantes du ciel Austral (mag 7,5).

À cause de sa longueur, la constellation de l'Hydre contient plusieurs objets célestes notables. On y trouve notamment trois objets du catalogue Messier : M48, un amas ouvert distinguable à l'œil nu dans d'excellentes conditions et située à l'extrémité Est de la constellation ; M68, un amas globulaire et M83, une galaxie spirale barrée vue de face et située à la frontière avec la constellation du Centaure.
La constellation abrite également la nébuleuse planétaire NGC 3242, surnommée le « Fantôme de Jupiter ». Sa magnitude apparente de 7,7 la rend observable dans un petit télescope.
En outre, on trouve également les galaxies NGC 3621 (spirale) et NGC 2936, une galaxie spirale en interaction gravitationnelle avec une galaxie elliptique (NGC 2937) et déformée par les effets de marrée. Notons aussi la galaxie lenticulaire NGC 4993, source du signal d'ondes gravitationnelles GW170817 associé à une contrepartie électromagnétiques détecté le 17 août 2017 et interprété comme une fusion d'étoiles à neutrons.
La constellation de l'Hydre contient aussi MRC 1138-262, d'abord connu comme une source radio due à un trou noir supermassif puis comme un amas de galaxies. Le Superamas de l'Hydre-Centaure s'y trouve également.